# ستيوارت غرير
ستيوارت غرير (بالإنجليزية: Stuart Greer)‏ هو ممثل أمريكي، ولد في 2 ديسمبر 1959 في الولايات المتحدة.

## أعمال

### أفلام
- (2000) تذكر الجبابرة
- (2015) أميريكان أولترا[3][4]

## وصلات خارجية
- ستيوارت غرير على موقع IMDb (الإنجليزية)
- ستيوارت غرير على موقع أول موفي (الإنجليزية)
- ستيوارت غرير على موقع قاعدة بيانات الفيلم (الإنجليزية)